# Conflicte d'interessos
Conflicte d'interessos és la situació que es pot donar a la comunitat científica, entitats privades, l'administració pública o a la política on les relacions d'una persona o entitat responsable amb altres són sospitoses d'influir amb un biaix sobre la seua actuació professional. La persona que és conscient d'un conflicte d'interessos té un deure d'abstenció.
En el cas dels responsables d'investigacions científiques (siga un autor, siga la institució a la qual pertany l'autor, siga un revisor, siga un editor) té relacions que són raonablement sospitoses d'influir negativament en la fiabilitat dels resultats, la interpretació o les conclusions de les investigacions científiques. En el cas de la política, un càrrec públic és raonablement sospitós d'actuar de manera que no està d'acord amb la finalitat del seu càrrec sota una influència a causa de les seues relacions personals amb altres persones o institucions. En l'administració la presència de tal conflicte, i la no abstinència del funcionari, jutge… pot ser una raó d'invalidar una decisió. La prova d'una existència de conflicte d'interessos no declarada pot ser el motiu d'anul·lació d'un judici per una instància superior.
Els interessos que entren en conflicte són els interessos privats (els que es tenen com a persona) i els interessos públics (els que busquen el bé de la societat per damunt dels individus particulars) i els interessos generals (allò que convé a la majoria i a uns interessos egoistes particulars).

## Conflicte d'interessos a la política
La falta d'un control del conflicte d'interessos pot comportar conductes corruptes com el nepotisme i el tràfic d'influències. Una de les conseqüències d'aquestes conductes o el risc de que ocórreguen és la falta de confiança de la ciutadania cap als governants i altres institucions públiques. Molts països van llegislar per previndre o reprimir penalment conflictes d'interessos, com per exemple, l'article 183 de la Constitució del 1991 de Colòmbia.

## Conflicte d'interès a la recerca en medicina
El conflicte d'interessos a la recerca biomèdica rebé atenció des de la dècada del 1980. La influència de la indústria farmacèutica en la recerca mèdica ha estat una causa important de preocupació. El 2009 un estudi trobà que «un nombre d'institucions acadèmiques» no tenen directrius clares sobre les relacions entre les Taulers d'Avaluació Institucional i la indústria.
Per contrast amb aquest punt de vista, un article i una editorial associats a la The New England Journal of Medicine de maig del 2015 van emfasitzar la importància de les interaccions entre la indústria farmacèutica i els metges per al desenvolupament de tractaments innovadors, i van argumentar que la indignació moral sobre les activitats il·lícites de la indústria ha portat injustificadament a emfasitzar en excés els problemes creats per conflictes financers d'interès. L'article va destacar que importants organitzacions de salut com el National Center for Advancing Translational Sciences del National Institutes of Health, el President’s Council of Advisors on Science and Technology, el Fòrum Econòmic Mundial, la Fundació Gates, Wellcome Trust i Food and Drug Administration havien animat que havera interaccions més grans entre metges i la indústria per tal de portar beneficis més grans als pacients.
Altres interaccions perilloses són amb la indústria de l'alimentació. Destaca el cas de les recerques sobre els beneficis del menjar xocolate des del 2000 que s'utilitzaren principalment per desviar l'atenció del treball infantil i l'esclavatge utilitzat a l'Àfrica Occidental (Ghana i la Costa d'Ivori).

## Danys al medi ambient i a la salut humana
Baker resumí 176 estudis sobre l'impacte potencial del Bisphenol A sobre la salut humana tal com es mostra:
| Finançament                | Dany      | No hi ha dany |
| -------------------------- | --------- | ------------- |
| Indústria                  | 0         | 13 (100%)     |
| Independent (e.g., govern) | 152 (86%) | 11 (14%)      |

Lessig destacà que açò no implica que la font del finançament influí en els resultats. Així i tot, fa pensar sobre la validesa dels estudis finançats per la indústria específicament perquè els investigadors tenen un conflicte d'interessos estan subjectes a una inclinació inevitable a satisfer la gent que li paga el treball. També proveí d'un resum similar de 326 estudis sobre el potencial dany per l'ús del telèfon mòbil amb resultats similars.

## Indústria de finança i economistes
Els economistes no suscriuen formalment cap codi ètic professional. Prop de 300 economistes han signat una carta que insta l'Associació Econòmica Americana (el cos professional principal de la disciplina) perquè adopte un codi ètic. D'entre els que van signar es troben George Akerlof, un guanyador d'un premi Nobel, i Christina Romer, qui va encapçalar el Consell de Barack Obama d'Assessors Econòmics.
Aquesta demanda d'un codi ètic tingué suport de l'atenció pública que el documental Inside Job (guanyador d'un Premi d'Acadèmia) va dirigir cap a les relacions de consultoria fetes per diversos economistes influents. Aquest documental s'enfocà en els conflictes que poden sorgir quan els economistes publiquen resultats o proporcionen recomanacions públicament en temes que afecten indústries o empreses amb les que tenen enllaços financers. Els crítics de la professió argumenten, per exemple, que no és cap coincidència que economistes financers, molts dels quals van ser contractats com a assessors per empreses de Wall Street, es van oposar a la regulació del sector financer.
Com a resposta a la crítica que feren a la professió no només per haver fallat en pronosticar la crisi financera global del 2007-2012 sinó que de haver pogut ajudar a provocar-la, l'Associació Econòmica Americana ha adoptat regles noves el 2012: els economistes hauran de revelar les relacions financeres i altres conflictes potencials d'interès als articles publicats a les revistes acadèmiques. Backers argumenta que tals revelacions ajudaran a restaurar la credibilitat de la professió per la creixent transparència que ajudarà a avaluar els consells dels economistes.

## Corredors de borsa
Un conflicte d'interès és una manifestació d'un dany moral, particularment quan una institució financera proporciona serveis múltiples i els potencials interessos competidors d'aquells serveis poden portar a una ocultació d'informació o disseminació d'informació enganyosa. Un conflicte d'interès existeix quan una part d'una transacció potencialment podria fer un benefici d'agafar accions que són detriments a l'altra part a la transacció.

## Canvi climàtic
El 2015 va eixir una notícia que explicava que un dels científics que negava la causa humana del canvi climàtic, Willie Soon (investigador del Harvard-Smithsonian Center for Astrophysics), fou finançat per empreses de la indústria energètica, implicant un conflicte d'interessos. Les empreses que el finançaren eren Exxon Mobil, Southern Company, American Petroleum Institute (API) i una fundació dels germans ultraconservadors Koch.

## Atenuació
Per què no es donen situacions de conflicte d'interessos al sector públic es poden establir mecanismes mitjançant la creació d'una legislació que regule els conflictes d'interessos. Així i tot un informe del 2004 de Corporate Crime Report sobre la corrupció política a nivell d'estats federals als Estats Units no trobà cap correlació forta entre lleis fortes i la integritat dels polítics.

### Dimissió
De vegades, persones que poden ser percebudes per tenir un conflicte d'interessar dimiteixen de la seua posició o ven la participació en accions de l'empresa per evitar que el conflicte d'interessos vaja en avant. Per exemple, Lord Evans de Weardale dimití com a director no executiu de l'Agència Nacional de Crims del Regne Unit després de l'escàndol per evasió d'impostos relacionada amb HSBC, en la que Lord Evans n'era un director no executiu. Aquesta dimissió va ser declarada per a evitar ser considerat un conflicte d'interessos.

### Inhabilitar
Impedir que algú immers en un conflicte d'interès puga accedir al càrrec o tindre la competència per prendre les decisions amb risc de biaix.

### Detecció
Els mecanismes de transparència serveixen per a detectar a temps o tard.